# Altair (São Paulo)
Pour les articles homonymes, voir Altair.
Altair est une municipalité brésilienne de l'État de São Paulo et la Microrégion de São José do Rio Preto.

## Démographie
| Évolution de la population (municipalité) | Évolution de la population (municipalité) | Évolution de la population (municipalité) | Évolution de la population (municipalité) |
| Année                                     | Population                                |                                           | %±                                        |
| ----------------------------------------- | ----------------------------------------- | ----------------------------------------- | ----------------------------------------- |
| 1960                                      | 2 733                                     |                                           | —                                         |
| 1970                                      | 2 527                                     |                                           | −7,5%                                     |
| 1980                                      | 2 318                                     |                                           | −8,3%                                     |
| 1991                                      | 3 239                                     |                                           | 39,7%                                     |
| 2000                                      | 3 530                                     |                                           | 9,0%                                      |
| 2010                                      | 3 815                                     |                                           | 8,1%                                      |
| 2022                                      | 3 451                                     |                                           | −9,5%                                     |
| ,                                         |                                           |                                           |                                           |